# 마리오와 소닉
《마리오와 소닉》(일본어: マリオ&ソニック, 영어: Mario & Sonic)은 닌텐도와 세가가 공동 개발하는, 올림픽을 소재로 한 비디오 게임 시리즈이다.

## 시리즈 목록
- 마리오와 소닉 베이징 올림픽 (2008)
- 마리오와 소닉 밴쿠버 동계 올림픽 (2010)
- 마리오와 소닉 런던 올림픽 (2012)
- 마리오와 소닉 소치 동계 올림픽 (2014)
- 마리오와 소닉 리우 올림픽 (2016)
- 마리오와 소닉 AT 2020 도쿄 올림픽 (2019)